# Pologne aux Jeux olympiques d'été de 1956
L’équipe de Pologne olympique a remporté 9 médailles (1 en or, 4 en argent, 4 en bronze) lors de ces Jeux olympiques d'été de 1956 à Melbourne, se situant à la 17e place des nations au tableau des médailles.
L'athlète Tadeusz Rut est le porte-drapeau d'une délégation polonaise comptant 64 sportifs (49 hommes et 15 femmes).

## Liste des médaillés polonais

### Médaille d'or
| Sport             | Discipline           | Sportifs            | Performance |
| ----------------- | -------------------- | ------------------- | ----------- |
| Médaille d'or : 1 |                      |                     |             |
| Athlétisme        | Saut en longueur (F) | Elżbieta Krzesińska | 6,35 m      |

### Médailles d'argent
| Sport                  | Discipline           | Sportifs                                                                                         | Performance |
| ---------------------- | -------------------- | ------------------------------------------------------------------------------------------------ | ----------- |
| Médailles d'argent : 4 |                      |                                                                                                  |             |
| Athlétisme             | Javelot (H)          | Janusz Sidło                                                                                     | 79,98 m     |
| Escrime                | Sabre individuel (H) | Jerzy Pawłowski                                                                                  |             |
| Escrime                | Sabre par équipe (H) | Jerzy Pawłowski Wojciech Zabłocki Marian Kuszewski Ryszard Zub Andrzej Piątkowski Zygmunt Pawlas |             |
| Tir                    | Trap                 | Adam Smelczyński                                                                                 |             |

### Médailles de bronze
| Sport                   | Discipline                  | Sportifs | Performance |
| ----------------------- | --------------------------- | --- | ----------- |
| Médailles de bronze : 4 |                             | |             |
| Gymnastique             | Team Portable Apparatus (F) | Helena Rakoczy Natalia Kot Danuta Nowak-Stachow Dorota Horzonek-Jokiel Barbara Wilk-Ślizowska Lidia Szczerbińska |             |
| Haltérophilie           | 56-60 kg                    | Marian Zieliński                                                                                                 |             |
| Boxe                    | Plumes -57 kg (H)           | Henryk Niedźwiedzki                                                                                              |             |
| Boxe                    | Super welters -71 kg (H)    | Zbigniew Pietrzykowski                                                                                           |             |